# يوكينوري شيغيتا
يوكينوري شيغيتا (باليابانية: 重田 征紀) (15 يوليو 1976 في كاناغاوا في اليابان – )؛ هو لاعب كرة قدم ياباني سابق كان يلعب كمدافع.

## وصلات خارجية
- يوكينوري شيغيتا على موقع رابطة كرة القدم اليابانية للمحترفين (اليابانية)
- يوكينوري شيغيتا على موقع قاعدة بيانات كرة القدم.إي يو (الإنجليزية)
- يوكينوري شيغيتا على موقع عالم كرة القدم.نت (الإنجليزية)